# فسفید آرسنید گالیم
فسفید آرسنید گالیم {\displaystyle {\ce {GaAs_{(}1-x)P_{x}}}}ماده‌ای نیم‌رسانا، آلیاژی از آرسنید گالیم و فسفید گالیوم است. در نسبت‌های ترکیبی مختلفی که در فرمول آن با کسر x مشخص شده‌است، وجود دارد.
فسفید آرسنید گالیم برای تولید دیودهای قرمز، نارنجی و زرد استفاده می‌شود. این اغلب در زیرلایه‌های فسفید گالیوم رشد داده می‌شود تا یک پیوندناهمگون {\displaystyle {\ce {GaP/GaAsP}}} ایجاد کند. به منظور تنظیم خواص الکترونیکی آن، ممکن است با نیتروژن {\displaystyle {\ce {(GaAsP:N)}}} آلایش شود.